# 反畑誠一
反畑 誠一（たんばた せいいち、1937年9月24日 - ）は、日本の音楽評論家。上智大学文学部新聞学科卒業。「週刊女性」副編集長を経て、1983年より音楽評論活動に専従。歌謡曲を中心にジャンルを超えて幅広い視野で、新聞や雑誌、ラジオを通じて評論活動を展開。また40年余間、日本人アーティストのアジア公演に同行取材を続ける傍ら、（財）音楽産業・文化振興財団（PROMIC）の調査団員として、アジア各国の音楽産業事情の研究・分析も継続中。2014年、それら音楽文化活動の集大成とも言える、JASRAC創立75周年記念として出版された「うたのチカラ」（2014年11月刊：集英社）では、昭和から平成に至るまでの日本の「うた」を生み出してきた人・時代・現場を400ページに渡ってまとめあげ、その編纂、監修を務めている。

## 略歴
- 1937年（昭和12年）9月 - 新潟県高田市（現・上越市）生まれ。福島県立相馬高等学校卒業。
- 1960年3月 - 上智大学文学部新聞学科卒業。
- 1960年4月 - 朝日新聞社専属　株式会社東興社入社。
- 1963年8月 - 株式会社主婦と生活社へ転職。その後「週刊女性」雑誌編集部に約20年在籍し、最終職務は副編集長。
- 1983年4月 - 依願退職の後、音楽評論活動に専念するため「反畑誠一事務所」を開設。

## 活動
- 音楽コラム「ヒットの周辺」（京都新聞など23紙毎週掲載）（時事通信社）連載（1983年9月〜）
- 昭和のうた（月刊「The Record」）
- 東京音楽祭審査員（国内大会）（1976年〜1992年）
- 瀬戸内歌謡音ライン（デイリースポーツ中国四国版ほか）連載（1983年9月〜）
- 長崎歌謡祭審査員（1986年〜1998年）
- 昭和音楽芸術学院非常勤講師（1996年4月〜）
- 「反畑誠一の音楽ミュージアム」（エフエム世田谷）パーソナリティ（1996年7月〜2011年3月）
- 昭和音楽大学音楽芸術運営学科非常勤講師（1998年4月〜2004年3月）
- 立命館大学産業社会学部客員教授（ポピュラー音楽論）（JASRAC寄附講座）（音楽文化論）（2005年4月〜2014年3月）
- 日本レコード大賞（主催：日本作曲家協会）常任実行委員（2008年〜）
- 社団法人全国コンサートツアー事業者協会理事・顧問（2001年〜2009年）
- 社団法人日本音楽著作権協会（JASRAC）理事（2012年〜2015年）
- 立命館大学産業社会学部訪問教授（2014年4月〜）

## 出演
テレビ
- 『ジャストリリース』（札幌テレビほか）（1985年 - 1987年）
- 『うたナビ21』（TOKYO MXほか、日音制作）（2000年4月 - 2008年3月）
- 『うたなび!』（TOKYO MXほか、日音制作）（2008年4月 - 2012年3月）

ラジオ
- 『カッ飛び歌謡ランド』（ラジオ日本）（1984年 - 1987年）[1]
- 『反畑誠一の歌謡ほっとホット』（ラジオ関西）（1983年4月 - 1984年3月）[1]
- 『反畑誠一の音楽ミュージアム』（エフエム世田谷ほか）（1996年 - 2010年、2017年4月 - 2019年3月）
- 『反畑誠一のTHE BIG TIME』（エフエム世田谷ほか）（2010年4月 - 2011年3月）
- 『反畑岡野の今夜も歌わナイト』（ミュージックバード）（2015年10月 - 2016年3月）

## 著書
- 「うたのチカラ」（集英社）執筆・監修（2014年11月） - ISBN 978-4-08-781556-6